# Binningen (Szwajcaria)
Binningen (gsw. Binnige) – gmina (niem. Einwohnergemeinde) w północnej Szwajcarii, w kantonie Bazylea-Okręg, w okręgu Arlesheim. 31 grudnia 2020 roku liczyła 15 771 mieszkańców.

## Osoby

### związane z gminą
- Krystian Zimerman – polski pianista, mieszka tutaj z rodziną